# Cantó de Tenda
El cantó de Tende era una divisió administrativa francesa del departament dels Alps Marítims. Comptava amb 2 municipis i el cap era Tende. Va desaparèixer el 2015.

## Municipis
- La Brigue
- Tende

## Història
| Data d'elecció | Identitat       | Partit | Qualitat |
| -------------- | --------------- | ------ | -------- |
| 1951-1970      | Aimable Gastaud | CD     |          |
| 1970-2015      | José Balarello  | UMP    |          |

## Demografia
| 1962 | 1968 | 1975 | 1982 | 1990 | 1999  | 2007  |
| ---- | ---- | ---- | ---- | ---- | ----- | ----- |
| -    | -    | -    | -    | -    | 2.439 | 2.651 |